# Julie Derron
Julie Derron, née le 10 septembre 1996 à Zurich, est une triathlète suisse, championne d'Europe à Valence en 2021. Elle remporte une médaille d'argent aux Jeux Olympiques de 2024 à Paris.

## Biographie

### Jeunesse
Originaire de Zurich, d'une famille sportive, son grand-père a eu une médaille d'or aux championnats suisse de natation. Ses sœurs Nina (gagnante à Gérardmer distance M en 2018) et Michelle participent également à des triathlons. Julie Derron participe à son premier triathlon à l'âge de 6 ans, l'Ironkids organisé lors de l'Ironman Suisse de Zurich pour suivre ses sœurs. Elle remporte en 2015 les championnats de Suisse de triathlon juniors.

### Carrière en triathlon
Elle remporte le Triathlon de l'Alpe d'Huez en 2017.
En 2018, elle remporte les championnats d'Europe de triathlon moins de 23 ans à Eilat et en 2019 elle remporte les championnats d'Europe de triathlon sprint en 2019 à Kazan.
Elle a remporté les championnats d'Europe de triathlon 2021 à Valence. Elle remporte une médaille de bronze dans le relais mixte lors des championnats d'Europe de triathlon 2022 à Munich, Allemagne.
En 2023, elle est médaillée de bronze lors d'une course aux championnats du monde de triathlon dans le relais mixte à Hambourg.
En 2024, elle remporte la victoire à l'étape de coupe du monde de triathlon 2024 à Chengdu. En juillet 2024, elle est médaillée d'argent aux championnats du monde de triathlon au relais mixte d'Hambourg.
En 2024, elle remporte la médaille d'argent de l'épreuve individuelle de triathlon des   Jeux Olympiques à Paris et termine 2e de deux étapes du T100 Triathlon World Tour,.

## Palmarès
Le tableau présente les podiums obtenus sur le circuit national et international de triathlon depuis 2017,.
| Année | Compétition                                    | Lieu           | Position           | Temps           |
| ----- | ---------------------------------------------- | -------------- | ------------------ | --------------- |
| 2024  | T100 Triathlon World Tour - Classement général |                | Médaille de bronze | 101 pts         |
| 2024  | Étape du T100 à Dubaï (finale)                 | Dubaï          | Médaille d'argent  | 3 h 31 min 8 s  |
| 2024  | Étape du T100 de Las Vegas                     | États-Unis     | Médaille d'argent  | 3 h 39 min 17 s |
| 2024  | Étape du T100 d'Ibiza                          | Espagne        | Médaille d'argent  | 3 h 31 min 46 s |
| 2024  | Jeux olympiques de Paris                       |                | Médaille d'argent  | 1 h 55 min 1 s  |
| 2024  | Ironman 70.3 Suisse                            | Suisse         | Médaille d'or      | 3 h 52 min 30 s |
| 2024  | Challenge Walchsee                             | Autriche       | Médaille d'or      | 4 h 3 min 38 s  |
| 2023  | Championnat du monde en relais mixte           |                | Médaille de bronze | 1 h 22 min 35 s |
| 2023  | Triathlon de Gérardmer LD                      | France         | Médaille d'or      | 4 h 49 min 58 s |
| 2022  | Championnat d'Europe en relais mixte           |                | Médaille de bronze | 1 h 26 min 19 s |
| 2022  | Triathlon de Gérardmer LD                      | France         | Médaille d'or      | 4 h 50 min 2 s  |
| 2022  | Ironman 70.3 Italie                            | Italie         | Médaille d'argent  | 8 h 43 min 19 s |
| 2021  | Championnats d'Europe courte distance          | Espagne        | Médaille d'or      | 1 h 51 min 43 s |
| 2021  | Ironman 70.3 Suisse                            | Suisse         | Médaille d'argent  | 4 h 16 min 37 s |
| 2021  | Coupe du monde - étape sprint de Arzachena     | Italie         | Médaille d'argent  | 1 h 0 min 55 s  |
| 2021  | Coupe du monde - étape de Karlsbad             | Tchéquie       | Médaille d'or      | 2 h 6 min 56 s  |
| 2021  | Triathlon de Gérardmer LD                      | France         | Médaille d'or      | 4 h 50 min 18 s |
| 2020  | Coupe d'Afrique - Étape sprint de Bloemfontein | Afrique du Sud | Médaille d'or      | 1 h 1 min 39 s  |
| 2019  | Championnats d'Europe de triathlon sprint      | Russie         | Médaille d'or      | 0 h 58 min 49 s |
| 2019  | Coupe du monde - étape de Weihai               | Chine          | Médaille d'or      | 2 h 8 min 3 s   |
| 2019  | Championnat de Suisse de triathlon sprint      | Suisse         | Médaille d'argent  | 56 min 41 s     |
| 2018  | Championnat de Suisse de triathlon sprint      | Suisse         | Médaille d'argent  | 58 min 12 s     |
| 2018  | Coupe d'Europe - Étape de Quarteira            | Portugal       | Médaille d'or      | 2 h 7 min 56 s  |
| 2017  | Triathlon Alpe d'Huez (courte distance)        | France         | Médaille d'or      | 2 h 9 min 52 s  |